# 松村秀美
松村秀美（まつむら ひでみ、7月28日 - ）は、京都府出身の俳優。ALBA所属。
演劇カンパニー黒ヰ乙姫団主宰。2007年までは邑城秀美（ゆうじょう ひでみ）として活動。2008年より改名した。

## 略歴
- 京都市生まれ。
- 2008年活動までは邑城秀美（ユウジョウ　ヒデミ）の芸名で活動。このため、現在もニックネームとして『ユージョー』と呼ばれている。
- 京都市立堀川高等学校を卒業し大阪工業大学大学院修士課程修了後、国土交通省に入省。二年半を建築技官として勤務した後、退官。上京し、舞台演劇を中心に活動する。
- 高校では漕艇部に所属し国体選抜選手となる。
- 関西の劇団に所属し劇団メンバーとコントユニット、プレイガールを結成。月一ライブを半年行い解散。
- 2001年m・tプロジェクトに所属。声の出演を広げるべく、野沢那智に師事する。2010年に所属事務所を退所。フリーを経て現在ALBA所属。
- 渡辺美佐・山像かおりのふたりユニット羽衣1011の劇中歌作詞、声の出演等で協力。他劇団への脚本提供も多数。
- 黒ヰ乙姫団（クロイオトヒメダン）を主宰。
- 女優としてはスタンダードな役柄からキワモノまで幅広い。

## 舞台
- 「マージービート」 一心寺シアター　劇団パラレルアイズ　（1996）
- 「パラアイクリスマスイブ20」 一心寺シアター　劇団パラレルアイズ　（1998）
- 「サファイヤ・ブルー」　新神戸オリエンタル劇場　劇団パラレルアイズ　（1998）
- 「身代金はあなたにおまかせ」　近鉄劇場　劇団パラレルアイズ　（1998）
- 「世界にはばたくB級おサイケ」　森ノ宮プラネット　プレイガール　（1999）
- 「地球をゆさぶれE級アクション」　 トリイホール　プレイガール　（1999）
- 「銀河とメケメケP級シャンソン」 トリイホール　プレイガール　（1999）
- 「宇宙へ飛び出せ!!A級ファッション」　トリイホール　プレイガール　（2000）
- 「ダンシング・アット・ルーナッサ　演出：中島晴美　シアタートップス　劇工房ライミング 　（2001）
- 「十二夜」　演出：中島晴美　六行会ホール　劇工房ライミング 　（2001）
- 「喜劇　悪口学校」作：シェリダン　こまばアゴラ劇場　あなざーわーくす　（2002）
- 「RENTAL　SPACE」 中野ザ・ポケット　SPARKO　（2003）
- 「"Ani-Mates"」　渋谷LE　DECO　SPARKO（歌と声の出演）（2004）
- 「月火水って劇場あいてるから色んな劇団にショートコメディやってもらうんだ」　hula-hooper　（2004）
- 「夢見る頃を過ぎなくても」　（前説脚本執筆・声の出演）　中目黒ウッデイシアター　羽衣1011　（2004）
- 「スミレの花、サカセテ」　（前説脚本執筆・声の出演）　中目黒ウッデイシアター　羽衣1011　（2005）
- 「他がために、鐘は鳴る?」　（前説脚本・声の出演）　中目黒ウッデイシアター　羽衣1011　（2006）
- 「SATURDAY　NIGHT　NOT　FEVER」　自己批判ショー　（2015）
- 「チューニング・までの　～女流作家が綴る恋愛三部作」N・A・S・Hプロジェクト（2016）

## 黒ヰ乙姫団
- 第一回緊急集会　「華々コーラ」　阿佐ヶ谷名曲喫茶　ヴィオロン（2003）
- 第二回緊急集会　「美しい夜は　静かに踊り　うみに沈む」　演出：森さゆ里（文学座）　（2010）
- 第三回緊急集会　「私、うれしい」　作・鈴江俊郎　演出・森さゆ里（文学座）　（2010）

- 第一回決起集会　「わたしたち竜宮城を追われたの」　阿佐ヶ谷名曲喫茶　ヴィオロン　（2002）
- 第二回決起集会　「わたしたち人間の男に出逢ったの」阿佐ヶ谷名曲喫茶　ヴィオロン　（2003）
- 第三回決起集会　「わたしたちの黒ヰ学園生活」阿佐ヶ谷名曲喫茶　ヴィオロン　（2003）
- 第四回決起集会　「わたしたち町で飴玉をいただいたの」阿佐ヶ谷名曲喫茶　ヴィオロン　（2004）
- 第五回決起集会　「わたしたち鞭打たれても微笑むの」阿佐ヶ谷名曲喫茶　ヴィオロン　（2006）
- 第六回決起集会　「わたしたちは黒く残酷なマニア」　新宿ゴールデン街劇場　（2009）
- 第七回決起集会　「わたしたちの白梅事変」新宿ゴールデン街劇場　（2010）
- 第八回決起集会　「わたしたちお船に浮かんでどこまでも！」新宿ゴールデン街劇場　（2012）
- 第九回決起集会　「わたしたちはさまよえることりのように」新宿ゴールデン街劇場　（2012）
- 第十回決起集会　「わたしたちをわらわないでゆるさないで」新宿ゴールデン街劇場　（2013）
- 第十一回決起集会「わたしたちの真夏のオカルトプレハブハウス」ステージカフェ下北沢亭（2014）
- 第十二回決起集会「わたしたち、ちょっと、こじらせちゃったの…」名曲喫茶ヴィオロン（2015）
- 第十三回決起集会「わたしたちは生きる、このすばらしきワケありの世界で。」新宿ゴールデン街劇場（2016）

## 映画・TV
- 第15回　東京国際映画祭Nippon Cinema Forum Movie galleryshowTime　bunkamura（2002）

- 真木栗ノ穴　深川栄洋監督作品

- シャキーン!　NHK　Eテレ

- ファミリーヒストリー　NHK

## 執筆関連
- NHK CD 完全版 日本の民謡 編集協力